# Sebdou
Sebdou (em árabe: سبدو) é uma cidade e comuna localizada na província de Tremecém, no noroeste da Argélia. Em 2008, sua população era de 39 800 habitantes.